# Return of the Living Dead 3
Return of the Living Dead 3 (también conocida como Mortal Zombie) es una película de terror-romántica estrenada en 1993. Dirigida por Brian Yuzna con guion de John Penney está protagonizada en sus papeles principales por Melinda Clarke, J. Trevor Edmond, Kent McCord y Basil Wallace. Se trata de la segunda secuela de Return of the Living Dead (Dan O'Bannon, 1985) pero tiene poco parecido con sus antecesoras ya que reemplaza el tono humorístico potenciando el terror, la ciencia ficción y un tema romántico oscuro. Presenta algunos cambios sustanciales respecto a las películas anteriores de la franquicia, como los diferentes efectos que genera la sustancia Trioxin o que los zombis en lugar de caminar o cojear con capaces de correr y no se limitan a comer cerebros.
La cinta obtuvo 1 nominación y 3 premios entre los que destacan el de mejor director en el Festival de Cine Fantástico de Ámsterdam y el de mejor actriz en los premios Fangoria.

## Argumento
Cuando Curt Reynolds (J. Trevor Edmond) roba la tarjeta-llave de seguridad de su padre, él y su novia, Julie Walker (Melinda Clarke), deciden explorar la base militar donde trabaja su padre. Él usa la tarjeta, se cuelan en un hangar y observan al padre de Curt, el coronel John Reynolds (Kent McCord), el coronel Peck (James T. Callahan) y la teniente coronel Sinclair (Sarah Douglas) supervisando un experimento con un cadáver. El cadáver, expuesto al gas Trioxin, es reanimado convirtiéndolo en un zombi ya que el ejército tiene la intención de utilizar zombis en la guerra como soldados prescindibles.
Algún tiempo después, el coronel Reynolds informa a Curt de que van a mudarse de nuevo pero su hijo se niega por la relación sentimental que mantiene con Julie. Enojado, sale de la casa, conduciendo su motocicleta con Julie de pasajero. Mientras van toda velocidad por la carretera Julie agarra juguetonamente la entrepierna de Curt, lo que le hace perder el control de la motocicleta. Él se desvía al estar a punto de chocar con camino de un camión, y se estrella contra la baranda de la carretera. Julie sale volando de la moto y se estrella contra un poste de teléfono, el impacto le rompe el cuello y la mata.
Angustiado Curt decide trasladar el cadáver de Julie de nuevo a la base militar, usa la tarjeta llave de su padre, y utiliza el gas Trioxin para reanimarla. Reanimada como un zombi Julie no siente dolor, la necesidad de alimentarse, ni sabe qué hacer bajo esta condición. Sin embargo después de salir de la base Julie siente un voraz apetito y Curt se detiene en una tienda, una banda de cuatro mexicanos hablan de ella, Curt se enoja y golpea a uno de ellos por error. Julie entonces muerde a uno de los mexicanos que se convierte en zombi.
Apresada por los militares Curt se da cuenta de que Julie, como el resto de zombis de la base militar, van ser utilizados como un arma de combate en la guerra. Lleno de cólera decide liberar a los zombis los cuales matan a los soldados. Durante la conmoción, la base se prende fuego y Curt es mordido por un zombi. El coronel Reynols, padre de Curt, intenta llevárselo pero el joven se da cuenta de que al hacer esto estaría abandonando a Julie y él sabe que está infectado por lo que, Curt y Julie van al horno para morir juntos. Julie le pregunta dónde van. Curt le dice "donde pertenecemos" se besan por última vez y finalmente mueren quemados vivos.

## Reparto
- Kent McCord - Coronel John Reynolds
- James T. Callahan - Coronel Peck
- Sarah Douglas - Detective Coronel Sinclair
- Melinda Clarke - Julie Walker
- Abigail Lenz - Mindy
- J. Trevor Edmond - Curt Reynolds
- Basil Wallace - Riverman
- Jill Andre - Doctora Beers
- Billy Kane - Waters
- Mike Moroff - Santos
- Fabio Urena - Mogo
- Pia Reyes - Alicia
- Sal Lopez - Felipe
- Dana Lee - Capitán Ping
- Anthony Hickox - Doctor Hickox

## Recepción
La cinta obtiene valoraciones mixtas en los portales de información cinematográfica. En IMDb, computadas más de 16.000 votaciones, tiene una puntuación de 5,9 sobre 10. En FilmAffinity, además de estar incluida en el listados "Ranking de cine y series de zombies" (112ª posición), obtiene una valoración de 4,9 sobre 10 con 1.103 votos. En el agregador de críticas Rotten Tomatoes tiene la calificación de "fresco" para el 55% de las 11 críticas profesionales y para el 40% de las más de 10.000 valoraciones de los usuarios. En Metacritic las 5 críticas profesionales le generan una puntuación de 47 sobre 100 y las 11 críticas de sus usuarios arrojan una valoración de 5,9 sobre 10.

## Influencia
La película fue la base para la historia corta de Robert Bolaño llamada The Colonel's Son, publicada en la colección The Secret of Evil (2007).